# ブロット＝スヴェン

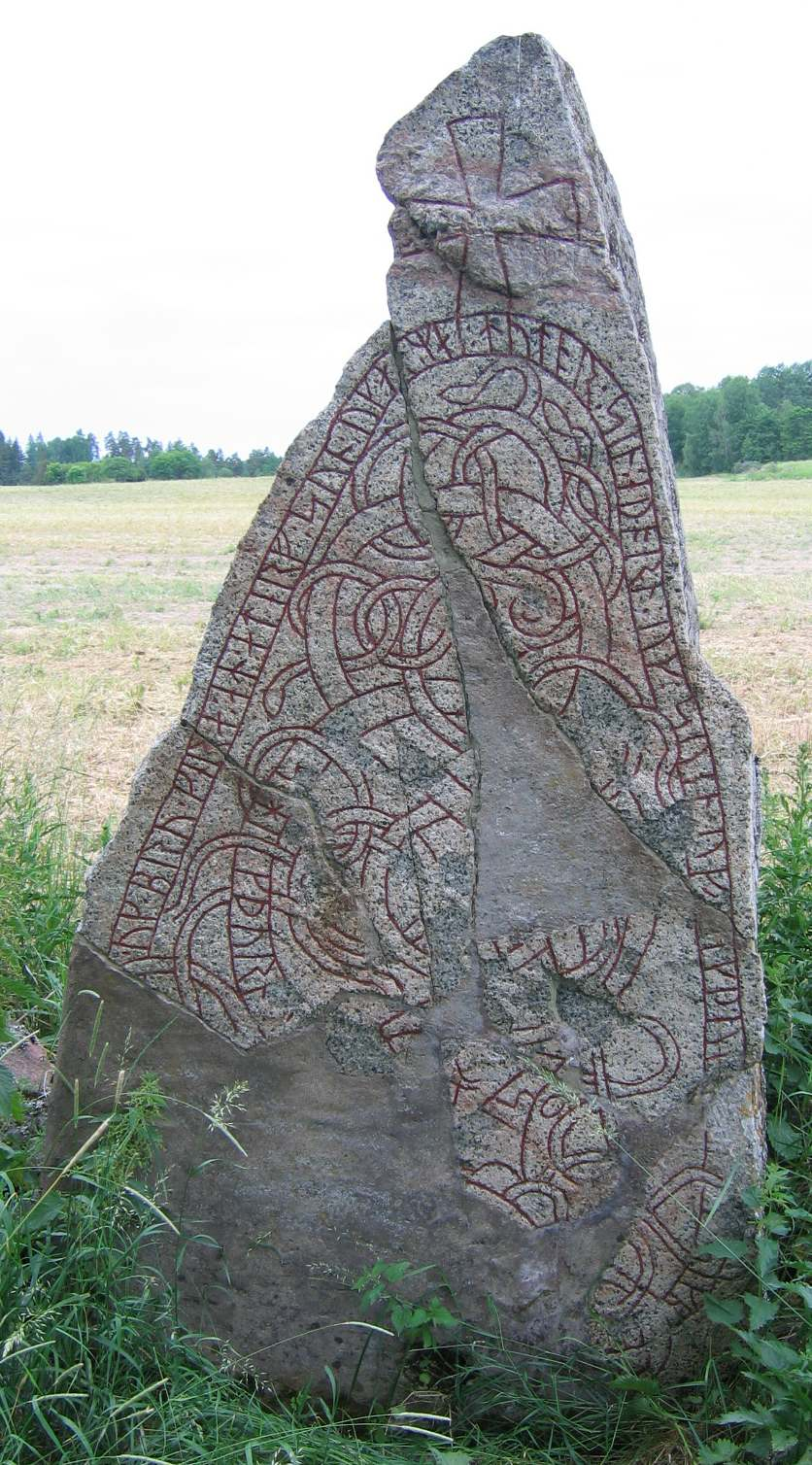
ウプサラ郊外のウィック城の車道にあるノルスタ・ルーン石碑（U 861）には、スヴェンとメールの2人の名が見られ、この石碑は恐らくスヴェンとその家族により建てられた。この石碑はスヴェンの姉妹メールの名が確認される『ヘルヴォルとヘイズレク王のサガ』以外にメール（Mær、「娘」の意）の名が記されている唯一の現存資料である。

ブロット＝スヴェン（スウェーデン語：Blot-Sven, ? - 1087年）は、1080年ごろのスウェーデン王。インゲ1世がウプサラの神殿でブロット（北欧の宗教における犠牲）を行うことを拒否したとき、キリスト教徒であった義兄弟のインゲ1世に代わりスウェーデン王となった。『ヴェステルイェートランド法』の歴代王表には記されていないため、ブロット＝スヴェンの支配はヴェステルイェートランドには及んでいなかったとみられる。スウェーデンの歴史家アドルフ・シュークは、ブロット＝スヴェンはおそらくホーコン赤王と同一人物であり、個人名ではなくあだ名としてブロット＝スヴェン（ブロットを行うことをいとわないスヴェン）と呼ばれていたとしている。

## 即位
ブロット＝スヴェンが権力を握った経緯について扱った最も古い資料は、アイスランドの伝説的なサガの『ヘルヴォルとヘイズレク王のサガ』である。
インゲ王はスヴェンという兄をもつメールという女性と結婚した。インゲ王は誰よりもスヴェンを愛し、このためスヴェンはスウェーデンで最も強大な権力を持つ人物となった。
しかしインゲ1世は父ステンキルと異なり、人々が古習に従うことを許さなかった。これにスヴェート人は激しく反発し、インゲ王に古い伝統に従うかそれともこれを放棄するか迫った。インゲ王がキリスト教を放棄しないと宣言すると、人々はインゲ王に石を投げつけて追い払った。このことはスウェンが権力を掌握する機会となり、スヴェンの即位に関する『ヘルヴォルとヘイズレク王のサガ』の記述には、古代インド・ヨーロッパの儀式である馬の生贄に関する記述が含まれている。
王の義兄弟であったスヴェンは集会に残り、スヴェート人が自身に王国を与えるなら彼らのために犠牲を行うことを申し出た。彼らは全員スヴェンの申し出に同意し、スヴェンはスウェーデン全土の王として認められた。その後、馬が集会に運ばれ、バラバラに切り刻まれて食べられ、聖なる木に血が塗りつけられた。そしてすべてのスヴェート人がキリスト教を棄て、犠牲を再び行うようになった。人々はインゲを追い出し、インゲはヴェステルイェートランドに向かった。

## 聖エスキルの伝説
後年に書かれた『聖エスキルの伝説』には、インゲが王国から追い出されたことが記されている。それから人々は、スヴェンという名の取るに足らない、ブロット＝スヴェンと呼ばれる偶像崇拝者を王として選んだ。スヴェンは神々に捧げた雄牛の血を人々に飲ませ、その肉を食べたことからこの名がついた。人々はストレングネースにおいて王の周囲に集まり、牛や羊を屠り、神々に供物を捧げた。人々は王とその神々に敬意を表して盛大な宴会を開いた。その後、イングランドの司教エスキルが現れ、異教徒をキリスト教に改宗させようとした。しかし、人々は耳を貸そうとしなかった。エスキルが祈ると、神は雷、雹、雪、雨を送り、犠牲の祭壇と犠牲の獣を破壊したが、エスキルには一滴も落ちなかった。異教徒は感銘を受けることなく、猛烈にエスキルを攻撃した。スポーボデという名前の占い師がエスキルの頭を石で殴り、別の男が斧でエスキルの頭を打ち割った。一部の首長は、エスキルが天気を御するために魔法を使ったと言い、瀕死の殉教者を王の前に引きずり出した。不当な王がエスキルに死刑を宣告するとすぐに、エスキルは後に修道院が創建される谷に連れて行かれ、石を投げられて殺された。
ただし、この伝説は13世紀後半以降に伝えられたものである。カンタベリーのアエルノス（1122年頃）は、エスキルがある時に異教徒のスヴェート人とイェーアト人によって殺されたと記している。聖職者の歴史家ブレーメンのアダム（1075年頃）は触れていないため、エスキルは11世紀後半に活躍した可能性がある。また、エスキルの死はおそらく1016年ごろのことで、ブロット＝スヴェンの数世代前であったという意見もある。

## 死
『ヘルヴォルとヘイズレク王のサガ』によると、ブロット＝スヴェンの治世は続かず、キリスト教徒であったインゲ1世はブロット＝ズヴェンを殺害することを決心したという。
スヴェンは3年間スウェーデンの王であった。インゲ王は従者と何人かの追随者を連れて出発したが、それは小さな勢力でしかなかった。その後、インゲ王はスモーランドを東に向かい、エステルイェートランド、そしてスウェーデンに向かった。インゲ王は昼も夜も馬に乗り、早朝に突然スヴェンと出くわした。インゲ王らはスヴェンの家でスヴェンを捕まえ、火をつけ、中にいた一団を燃やした。その中に火傷を負ったディオフ（Thjof）という貴族がいた。彼は以前、スヴェンの従者であった。スヴェン自身は家を出たが、すぐに殺された。
同様の記述が『オークニー諸島人のサガ』にも登場するが、それによるとスヴェンは家の中にとどまり焼死している。
当時、スウェーデンではキリスト教はまだ歴史が浅かった。当時、魔術に取り組み、魔術によって賢くなり、まだ実現していない多くのことを知ることができると考えた人々が多くいた。インゲ王は徹底したキリスト教徒であり、すべての魔法使いは彼にとって忌まわしい存在であった。インゲ王は長い間異教徒と手を携えて行ってきた邪悪な道を根絶するために多大な努力をしたが、領地の支配者と有力な自由民は、彼らの悪い習慣が誤りであるとされたことに気を悪くした。そこで、自由民は王妃の兄弟であるスヴェンを王として選んだ。スヴェンはまだ偶像に対し犠牲をささげる習慣を守っており、犠牲のスヴェンと呼ばれていた。スヴェンの前で、インゲ王はヴェステルイェートランドへ向かうことを余儀なくされた。しかし、インゲ王がスヴェンの家を襲い、その中でスヴェンを焼死させたとき、彼らの取引は終わった。その後、インゲ王は全領土を自身の支配下におさめた。それからインゲ王は多くの悪い慣習を根絶し続けた。

## 王位の継承
インゲ王が強硬な異教徒のウップランドのスヴェート人にすぐに受け入れられなかった可能性がある。13世紀の歴史家スノッリ・ストゥルルソンは『ヘイムスクリングラ』において、ブロット＝スヴェンには犠牲の慣習を続けた異教徒の後継者がいたと記している。
当時、スウェーデン領内には多くの異教徒や悪いキリスト教徒がいた。ブロット＝スヴェンやその後のエリク・オーセルのように、キリスト教を棄て、異教徒の犠牲を続けた王もいた。
エリク・オーセルは他の資料ではブロット＝スヴェンの息子とされているが、今日ではほとんどの歴史家がエリク・オーセルは実在の人物ではないと考えている。